# NGC 2706
NGC 2706 este o galaxie spirală situată în constelația Hidra. A fost descoperită în 27 februarie 1886 de către Lewis A. Swift. Se află la o distanță de 32,96 de megaparseci de Pământ.